# Jean II de Rieux
Jean II de Rieux, o de Rochefort, signore di Rieux, Ancenis, Rochefort e Fougères (1342 circa – Rochefort-en-Terre, 7 settembre 1417), è stato un militare francese, maresciallo di Francia dal 1397.

## Biografia
Discendente da nobile famiglia bretone, era figlio di Jean I de Rieux, e di Isabeu de Clisson, figlia di Olivier IV de Clisson e Jeanne de Belleville.
Combatté agli ordini di Edoardo il Principe Nero, partecipando alla battaglia di Nájera, contro i francesi guidati da Bertrand du Guesclin e Arnoul d'Audrehem. Messosi in luce per il proprio valore, passò poi al servizio della Francia.
Fu nel 1381 tra i signori bretoni firmatari, in rappresentanza del duca Giovanni V di Bretagna, del secondo trattato di Guérande.
Nel 1382 combatté alla battaglia di Roosebeke e nel 1386 era al comando di 500 uomini.
Nel 1392 fu tra gli ostaggi scambiati per la conclusione della pace tra il re di Francia, il duca di Bretagna Giovanni V e il connestabile Olivier V de Clisson, suo zio.
Ricevette la nomina a maresciallo quando Louis de Sancerre divenne connestabile, nel 1397, e combatté ancora contro gli inglesi in Bretagna nel 1404. Fece parte l'anno dopo della spedizione francese contro il Galles, fallita per mancanza di viveri.

Blasone della famiglia Rieux-Rochefort

L'età avanzata, e i postumi delle ferite ricevute, non gli permisero da un certo momento di esercitare le funzioni della carica, da cui dietro propria domanda fu prima sospeso (1412), quindi esentato, il 12 agosto 1417. Morì il medesimo anno nel suo castello di Rochefort, e venne sepolto nella chiesa di Notre-Dame de La Tronchaye.

## Discendenza
Nel 1374 sposò Jeanne de Rochefort, e affiancò al proprio il nome ed il blasone della moglie, come previsto dal contratto matrimoniale.

La coppia ebbe nove figli, tra cui Pierre, anch'egli destinato a diventare maresciallo di Francia.
Il casato si estinse nel 1813.